# Caballero (personaje)
El Caballero (Gustav Fiers) es un personaje ficticio, un supervillano y enemigo del superhéroe de Marvel Comics llamado Spider-Man. El personaje apareció por primera vez en una trilogía de novelas de Spider-Man escritas por Adam-Troy Castro antes de aparecer en los cómics. El Caballero hizo su debut cinematográfico en 2012 en The Amazing Spider-Man, interpretado por el actor Michael Massee.

## Historial de publicación
El Caballero se introdujo en la novela de Adam-Troy Castro, Spider-Man: The Gathering of the Sinister Six. Su hermano, Karl Fiers, asesinó a los padres de Spider-Man. El Caballero aparece en las novelas Spider-Man: Revenge of the Sinister Six, y Spider-Man: Secret of the Sinister Six, en la que fue asesinado.
El personaje hizo su debut en la continuidad de Marvel Comics en Civil War II: Kingpin # 4, publicado en octubre de 2016 como parte del evento Civil War II.

## Biografía del personaje ficticio

### En las novelas
Nacido Gustav Fiers, el hombre que se conocería como el Caballero desarrolló una reputación letal en el inframundo criminal, conocido por llevar a cabo planes elaborados para aumentar su propia riqueza, involucrado detrás de escena en varios eventos importantes en la historia global. Poseía un fuerte desdén por el resto de la humanidad, considerando que la mayoría de los desechos comunes de la raza humana del espacio son incapaces de tener un impacto real en nadie o en cualquier otra cosa, excepto por proporcionar materias primas o carne de cañón para la "raza superior", como él mismo - aunque no permitiría que esto afecte a los negocios debido a las posibles barreras que impiden que las personas más pobres del mundo disfruten de una ganancia provechosa para poder ver evidencias de esta creencia. A pesar de su desdén por la humanidad, todavía podía formar amistades con otros, Red Skull, proporcionándole información y recursos diversos durante la Segunda Guerra Mundial, incluso si no compartía los prejuicios y creencias morales del Skull.
En la década de 1930, Fiers tuvo una serie de enfrentamientos con el doctor George Williams, del Tesoro de los Estados Unidos, y Williams tuvo un papel clave en una derrota crucial de uno de los planes de Fiers. En respuesta, Fiers no solo dispuso que la esposa de Williams fuera asesinada por una bomba en su noche de bodas, sino que incluso envió a Williams un telegrama de felicitación programado para que llegara justo después de que estallara la bomba. Como resultado, Williams pasó los siguientes sesenta años cazando a Fiers, convirtiéndose en el experto más reconocido del criminal.
En algún momento de su carrera, casi mató al agente canadiense conocido como Logan, pero Logan fue salvado por las acciones de Richard y Mary Parker, que habían estado trabajando como agentes dobles en la organización de Fiers. Cuando Fiers se enteró de que los Parkers eran empleados ahora de Albert Malik, el segundo Red Skull, dejó de lado su habitual desdén por Malik, a quien reconoció como un pretendiente del título y que considera que opera fuera de su liga, para advertirle sobre los Parker, solicitando a cambio solo que él perdonó al hijo de los Parker, Peter, para que pudiera ser un desafío más adelante en la vida.
A medida que Peter Parker creció, los agentes de Fiers se enteraron del accidente que le permitió a Peter convertirse en Spider-Man, pero aunque se mostró divertido por este giro de los acontecimientos, mantuvo la identidad de Peter para él, incluso matando a los investigadores que le habían traído esta información. Durante este tiempo, Fiers adquirió una sala en forma de una joven conocida como Pity, la hija de viejos enemigos no especificados de los suyos que poseían mayor fuerza, velocidad y una forma de oscuridad inducida por psiónica, a quien forzó brutalmente a servirle. a través de una forma retorcida de lavado de cerebro por el cual ella lo odiaría y, sin embargo, sería incapaz de desafiarlo. También formó una relación de trabajo con el primer adversario de Peter, el Camaleón, aunque el Camaleón desconocía el interés de Fiers en Spider-Man. A medida que los superhumanos se hacían más comunes, Fiers adoptó el nombre en clave de "el Caballero" para adaptarse mejor a este nuevo mundo. Sin embargo, cuando Fiers se enteró de que las acciones de Peter habían resultado en la muerte de su hermano, que estaba actuando como el asesino de Skull el Finisher, prometió diseñar un plan que devastaría completamente la vida de Peter Parker y eclipsaría todas sus viejas victorias.
Al llegar a Nueva York, Fiers organizó que el Camaleón reclutara a los enemigos de Spider-Man, Doctor Octopus, Electro, Mysterio y el Buitre para formar una nueva encarnación de los Seis Siniestros (con Pity como el sexto miembro del equipo). Como primera parte del plan de Fiers, organizó que varios miembros de los Seis organizaran un "Día del Terror", y cuatro de ellos tomaron rehenes en varios puntos de la ciudad, mientras que Electro y Pity robaron un tanque no identificado inicialmente. una instalación secreta de almacenamiento (ocultando la ausencia de Electro al hacer que Mysterio se haga pasar por Electro). Esto culminó en una batalla en el Daily Bugle. eso terminó con Fiers revelando su papel en los eventos para Spider-Man, así como su papel en las muertes de los Parker y algunos detalles de los antecedentes de Pity, pero Spider-Man no pudo capturar al Caballero en este momento.
Mientras Spider-Man y el grupo de acción estratégica S.A.F.E. contactado con George Williams para realizar más investigaciones sobre el Caballero, Fiers comenzó a comprar varias obras de arte de todo el mundo, y también colocó una bomba en la casa de Parker mientras Peter estaba ausente. Después de que otra incursión de los Seis terminó con el robo de un poderoso generador electromagnético, S.A.F.E. se dio cuenta de que el Caballero tenía la intención de usar el Electro para activar el generador y crear un pulso electromagnético en el centro de Manhattan que habría borrado todos los registros de la computadora. El hombre notó que la necesidad de que Electro alimentara el generador era la razón pública de Fiers para usar a los Seis en lugar de mercenarios más manejables, aunque su razón privada era su venganza contra Peter Parker, y Fiers posteriormente liberó el contenido del tanque robado de su propiedad privada. avión; un catalizador especial que esencialmente destruiría toda la tinta con la que entró en contacto, borrando todos los registros en papel, así como los electrónicos. La pérdida de información resultante provocaría un colapso financiero mundial, ya que la guerra de pandillas se convirtió en la única manera de sobrevivir en medio del caos y la destrucción causada por la detonación del generador. Fiers había pasado tanto tiempo comprando obras de arte, ya que quería asegurarse de que tendría riqueza material disponible para él después de que los dólares que había utilizado para pagar a los Seis se volvieran virtualmente inútiles.
Desafortunadamente para Fiers, mientras se preparaba para partir de Nueva York cuando los Seis se dispusieron a poner en marcha el generador (todos sin darse cuenta del Catalizador), fue sorprendido por el Camaleón, quien se había hecho pasar por su conductor para saber dónde guardaba Fiers. Recién adquirió tesoros y luego le disparó después de alcanzar el avión; Fiers siempre había podido ver a través de los disfraces del Chameleon en el pasado, pero se dejó especular que el Chameleon había estado planeando tal golpe durante años y simplemente permitió que Fiers lo "reconociera" para que pudiera atacar en el momento más provechoso. Aunque el Camaleón-como-Fiers fue confrontado por el Doctor Octopus, quien había deducido que Fiers tenía un motivo oculto más allá de detonar el generador y se había sentido molesto por su posición subordinada en esta actual encarnación de los Seis, los dos villanos fueron capturados por Spider-Man y Pity; Electro, Mysterio y el buitre habían sido derrotados antes de que pudieran poner en marcha el generador, y Spider-Man había convencido a Pity para que lo ayudara a encontrar al caballero señalando el peligro de la ausencia de Octavius dada su evidente venganza contra su posición subordinada en la actual iteración de los Seis Siniestros (todos estaban tan concentrados en Octavius que no pudieron registrar la ausencia del Camaleón en la pelea hasta que ya estaban en el avión).
Mientras Spider-Man y Pity abordaban el avión, S.A.F.E. Encontró al caballero muriendo de sus heridas en el aeropuerto. En una confrontación final con su enemigo, Williams se burló del enfoque del caballero en la riqueza ahora que había perdido toda su fortuna pagando a los Seis y comprando sus tesoros. Cuando Fiers protestó sombríamente de que no podía morir sin un centavo, Williams, burlonamente, arrojó un centavo a un rincón del hangar, notando que Fiers podría alcanzarla antes de que la sangre lo llevara al infierno. Muriendo de sus heridas con nadie para reclamar su cuerpo, Fiers fue sepultado en la tumba de un pobre sin marcar, mientras que el avión que llevaba la mayoría de sus nuevos tesoros se estrelló en el mar durante la lucha entre Spider-Man, Pity, el Camaleón y Doc Ock. Spider-Man y el Camaleón se recuperaron del accidente, pero Octavius simplemente desapareció durante unos meses después de que se cayó durante la pelea, y Pity cayó fuera del radar, mientras que la bomba que Fiers había colocado en la casa de Parker fue encontrada e inhabilitada por Wolverine (quien había aprendido sobre el regreso del Caballero a la acción, pero decidió que proteger a Peter era más importante que tratar de unirse a un equipo ya eficiente para asegurar su propia venganza).

### En cómics
Se reveló que el Caballero sobrevivió cuando resurgió durante Civil War II como asociado de Kingpin, marcando la primera aparición del personaje en un cómic de Marvel. Después de que S.H.I.E.L.D. anuncie que Fisk fue asesinado por Punisher, Caballero y Jigsaw discuten sobre cuál debería ser su próximo curso de acción, y al igual que el resto de los aliados de Kingpin, aceptan seguir al protegido de Fisk, Janus.

## Poderes y habilidades
El Caballero puede no tener ninguna habilidad sobrehumana, pero su vasta riqueza le da recursos virtualmente ilimitados. Esos recursos y el intelecto excepcional y el talento del Caballero para maquinar y manipular lo convierten en un enemigo increíblemente peligroso.
El guardaespaldas del Caballero, Pity, tiene la habilidad psiónica de crear y controlar la oscuridad sintética que ninguna luz puede penetrar; ella podía generar un estallido de luz equivalente que inspiraba emociones positivas en aquellos que lo veían, pero Fiers aparentemente la había entrenado para que no usara esa luz, ya que sentía que no le servía de nada. La compasión también ha mejorado la velocidad, la fuerza y los reflejos suficientes para enfrentar a Spider-Man en la batalla.

## En otros medios
- El Caballero aparece en la escena de poscréditos de The Amazing Spider-Man, interpretado por Michael Massee y acreditado como "Hombre en las Sombras". Visita al Dr. Curt Connors en su celda del hospital psiquiátrico Beloit, y le pregunta si le contó a Peter Parker la verdad sobre su padre. Después de que Connors niega haberlo hecho, el Hombre de las Sombras abandona la habitación repentinamente desapareciendo misteriosamente.
- El Caballero regresa en The Amazing Spider-Man 2, retratado una vez más por Michael Massee.[8][9][10][11][12][13][14] Tras el clímax de la película, visita a Harry Osborn, quien está encarcelado en el Instituto Ravencroft por sus crímenes como el Duende Verde. El Caballero habla con Osborn sobre el grupo que está formando. Osborn le informa al Caballero que todo lo que necesita para formar el equipo se encuentra en la sala de "proyectos especiales" en la Torre Oscorp. Se da a entender que el hombre al principio de la película que intenta asesinar a los padres de Peter, Richard y Mary Parker, era de hecho el hermano del Caballero, Karl Fiers, a instancias de Norman Osborn.